# Jenifer Widjaja
Jenifer Widjaja (São Paulo, 7 de dezembro de 1986) é uma tenista brasileira. Foi vencedora dos torneios de Potosí, Morelia, Assunção, La Paz, Juarez e Guayaquil.

## Biografia
Widjaja, uma jogadora destra, é natural de São Roque perto da cidade de São Paulo e é de ascendência indonésia.
Treinada por seu pai Tony, ela tinha apenas 14 anos quando começou a competir em torneios locais do circuito da ITF. Em 2004 ela teve seu primeiro ano quando ganhou três eventos de US $ 10.000 no espaço de um mês, em Guayaquil, La Paz e Assunção. Sua maior vitória no torneio foi um torneio de $ 25.000 em San Luis Potosi em 2006.